# Emotions Anonymous
Emotions Anonymous (EA) sind Selbsthilfegruppen zur Verbesserung emotionaler und seelischer Gesundheit. Der Ursprung geht auf die Ende der sechziger Jahre von der Suchtberaterin Marion Flesch (1911–2004) in St. Paul, Minnesota gegründete Gruppe dieses Namens zurück. EA orientiert sich am Zwölf-Schritte-Programm, das ursprünglich von den Gründern der Anonymen Alkoholiker (AA) entwickelt wurde.

## Geschichte
Einer der Wegbereiter von Emotions Anonymous in Deutschland war der Pfarrer, Mystiker, Sozialpolitiker und Philosoph Heinz Kappes, der die grundlegenden Schriften der EA in den Jahren 1970 bis 1988 ins Deutsche übersetzte. Er stellte sich selbst unter das Zwölf-Schritte-Programm und sprach bis kurz vor seinem Tod 1988 auf zahlreichen Veranstaltungen von AA und EA. In Deutschland entstanden 1972 in Verbindung mit Walther Lechler, Chefarzt der psychosomatischen Klinik Bad Herrenalb, die ersten EA Gruppen. 1991 gab es nach eigenen Angaben 1.200 EA-Gruppen weltweit, darunter ca. 300 Gruppen in Deutschland. Alle EA-Gruppen sind lokal organisiert und eigenverantwortlich. Für überregionale Koordinationsaufgaben, die Öffentlichkeitsarbeit, den Betrieb der offiziellen Internetpräsenz sowie die Bereitstellung von Literatur und Informationen über lokale Gruppen und regionale oder überregionale Treffen und Veranstaltungen von Emotions Anonymous betreibt die deutschsprachige EA-Gemeinschaft einen Verein. Bis zu seiner Auflösung im März 2014 war das der Verein Emotions Anonymous Interessengemeinschaft e. V., seit November 2014 ist es dessen Nachfolgeverein EA-Selbsthilfe e. V.

## EA-Gruppen
Einzige Voraussetzung, um an einer EA-Gruppe teilzunehmen, ist der Wunsch nach seelischer Gesundheit und der Lösung von Lebenskrisen oder von Schwierigkeiten bei der Bewältigung des persönlichen oder beruflichen Alltags, von Trauer, Hemmungen, Verstimmungen, Ängsten,  Abhängigkeiten, zwanghaftem Verhalten, Süchten usw. Erforderlich ist in jedem Falle die Akzeptanz der Verantwortung für den eigenen Lebensweg sowie die Erkenntnis, dass der Einzelne nur Teil einer spirituellen Ganzheit ist. EA vertritt hierbei keinerlei Religion oder Lebensanschauung, sondern überlässt die Entscheidung über die Art der spirituellen Ausrichtung dem Einzelnen.
Kulturell und geschichtlich bedingt ist der Anteil an christlich geprägten Menschen relativ hoch, jedoch distanziert sich EA von Missionierung oder einem bestimmten Glaubensbekenntnis. Bei dem von den 12-Schritte Gruppen und damit auch von EA verwendeten Begriff "Gott wie wir ihn verstehen" kann es sich um den christlichen Gott, genauso gut aber um die Natur, die Gemeinschaft oder eine andere spirituelle Entität handeln. Die EA-Gruppenmitglieder sehen und benennen sich selbst als Freunde und sehen sich als Gemeinschaft. Die einzelnen Gruppen sind autonom und können sehr unterschiedlich in ihrer Zusammensetzung und damit in ihrem Charakter sein. Das verbindende Element sind die 12-Schritte und die Struktur der Meetings.

## Programm
Wesentlicher Bestandteil des Programms ist die Anonymität in den EA-Gruppen. Es werden weder Mitgliedsbeiträge erhoben, noch Mitglieder- oder Anwesenheitslisten geführt.
Durch das Arbeiten mit dem Zwölf-Schritte-Programm und den Treffen (so genannte Meetings) können die Betroffenen versuchen, ihre Verhaltensmuster aufzudecken. EA schlägt vor, zu seiner Erkrankung zu stehen, wozu zunächst das Eingeständnis der Erkrankung sich selbst gegenüber gehört. Das Arbeiten an den zwölf Schritten soll den Betroffenen eine neue persönliche Sicht auf sich und ihre Probleme vermitteln. Hierbei geht es vor allem um Ehrlichkeit sich selbst gegenüber. EA selbst analysiert oder bewertet nicht, eine neue Sicht zur eigenen Situation kann laut EA durch die Teilnahme am Programm und den Meetings erreicht werden. EA macht diesbezüglich keine Versprechungen, die Aussagen beruhen auf der Erfahrung anderer Mitglieder.
Die regelmäßig stattfindenden Meetings bieten einen geschützten Raum, über sich und sein Leben zu reden. Themenvorgaben gibt es nicht. Niemand muss etwas sagen. Niemand wird kritisiert oder bewertet. Es geht nicht um gegenseitige Beratung, sondern darum, durch Zuhören und Darstellung der eigenen Lage neue Sichtweisen zu entwickeln und so zu genesen. Ein wesentlicher Punkt hierbei ist, dass es keine Vorschriften gibt. Das Programm besteht lediglich aus Empfehlungen, deren Einhaltung für die Mitgliedschaft keine zwingende Voraussetzung ist. Jeder nimmt das für sich mit, was ihm hilft, alles andere lässt er dort.
Ein bedeutender Bestandteil des Programms ist Spiritualität. Es wird den Mitgliedern empfohlen, sich eine sogenannte „höhere Macht“ den eigenen Vorstellungen entsprechend zu suchen. Dies umfasst alle Religionen und Weltanschauungen. Damit nutzt das 12-Schritte-Programm die Erfahrung, dass „spirituell ausgerichtete Menschen die Tiefschläge des Lebens oft besser verkraften … Menschen empfinden es generell als tröstlich, Teil von etwas Größerem zu sein; ihre Spiritualität hilft ihnen, Sinn selbst angesichts schrecklicher Erfahrungen zu finden.“ Denn: „Glaube steigert … das subjektive Wohlbefinden – auch das des Atheisten: Der freilich glaubt, dass es Gott nicht gibt. Daran aber glaubt er.“ EA selbst ist weder Religion noch Sekte, es werden keine Weltanschauungen vermittelt.

## Meetings
Meetings finden in der Regel als Gesprächskreis um eine gestaltete Mitte statt, in der unter anderem die Literatur von EA ausliegt, auf die man während des Meetings zurückgreifen kann. Ebenfalls steht oft ein Aufsteller in der Mitte, der jeden daran erinnert, dass alles im Meeting Gesagte auch dort bleiben soll sowie die Spendenbox, da EA sich ausschließlich aus Spenden und ehrenamtlicher Arbeit trägt.
Die Meetings haben dabei ähnlich wie bei den anderen 12-Schritte Gruppen eine ebenso einfache wie klare Struktur: Zunächst werden entweder die 12 Schritte oder andere Texte – z. B. eine Tagesmeditation – vorgelesen, danach berichtet in einem "Go-Round" jeder Teilnehmer (wenn und wie er möchte) kurz über seine aktuelle Befindlichkeit. Danach kann sich jeder mit Redebeiträgen einbringen. Bei größerer Teilnehmerzahl wird evtl. ein Redezeit-Limit von z. B. 3 oder 4 Minuten je Beitrag vereinbart. Inhaltlich können zu Anfang des Meetings ein oder mehrere Themen vereinbart werden – trotzdem kann jeder zu allen Themen sprechen, die ihn aktuell bewegen. Durch Handzeichen wird angezeigt, dass jemand etwas sagen möchte. Zu Beginn seines Beitrages nennt der Sprecher seinen Vornamen und eventuell einen oder mehrere Leitsätze, die ihn aktuell auf seinem Weg begleiten.
Die Reihenfolge der Wortmeldungen ergibt sich aus der Reihenfolge der Handzeichen, wobei grundsätzlich gilt, dass Erstmeldungen Vorrang vor Zweitmeldungen haben. Solange ein Redner seinen Beitrag nicht mit „Danke“ (für das Zuhören der anderen) beendet, spricht oder unterbricht kein anderer. Zudem soll in allen Beiträgen auf jede Bewertung eines vorherigen Beitrages verzichtet werden – jeder spricht nur für sich und über seine eigenen Fragen und Erfahrungen. Zum Ende des Meetings kann es bei entsprechender Vereinbarung noch ein „Schluss-Go-Round“ geben, in dem jeder, der möchte, kurz mitteilen kann, was er aus dem Meeting mit- oder sich für die nächste Zeit vornimmt. Beendet wird ein Meeting dann regelmäßig mit dem gemeinsamen Sprechen des Gelassenheits-Spruches, dessen kurzer Text ebenfalls als Aufsteller in der Mitte steht.
Die skizzierte Struktur hat den Vorteil, dass man sich auf den Inhalt konzentrieren kann, ein geschützter Raum für jeden Redner entsteht und Organisatorisches kaum Zeit erfordert. Eine Gruppendynamik wie in nicht-strukturierten Gesprächen mit mehreren Teilnehmern wird vermieden – es wird nacheinander gesprochen und nicht durcheinander und jeder darf im Rahmen eines eventuell vereinbarten Zeitlimits ausreden. Da es bei EA keine Leiter, sondern nur Funktionen gibt, kann durch diesen vorgegebenen Ablauf auch jeder Teilnehmer problemlos die Leitung eines Meetings übernehmen. Jeder, der einmal in einem 12-Schritte-Meeting war – egal, ob bei AA, OA, Coda oder einer anderen 12-Schritte-Gruppe – kennt diesen Ablauf und auch neue Teilnehmer finden sich schnell zurecht. Und da es sich bei den Teilnehmern oft um Menschen mit psychischen oder emotionalen Problemen oder in einer Lebenskrise handelt, gibt dieser feste, schützende Rahmen auch große Sicherheit, um sich zu öffnen und über schwierige Themen zu sprechen.

## EA im therapeutischen Kontext
EA ist kein Ersatz für professionelle Therapien, sondern kann nur eine ergänzende Unterstützung für Personen mit emotionalen Schwierigkeiten sein. Die Mitglieder treffen sich, um ihre Erfahrungen, Stärken, Schwächen, Hoffnungen und Bedürfnisse mit anderen zu teilen. Das Ziel von EA ist es, für jeden mit emotionalen Problemen offen zu sein, unabhängig von Grad oder Art der Probleme oder Krankheiten und Unterstützung auf dem Weg zu gesunden Lebensentscheidungen anzubieten. Es finden weder Beratungen statt noch werden Ratschläge gegeben. Medizinische oder therapeutische Maßnahmen können weder empfohlen noch durchgeführt werden. Einziges Ziel ist die Schaffung einer warmen und fürsorglichen Meetings-Atmosphäre, wo der Einzelne seine Sorgen teilen und von den Fortschritten der anderen hören kann. Psychosomatische Kliniken, Ärzte und Psychotherapeuten weisen vielfach Patienten und Klienten auf die 12-Schritte Gruppen hin, empfehlen diese als Ergänzung bzw. im Anschluss an eine Therapie oder binden diese in ihre Therapie ein. Informationen erhält man auch bei Wohlfahrtsverbänden und Selbsthilfekontaktstellen. Emotions Anonymous ist damit wie andere 12-Schritte-Gruppen im Gesamtkontext einer Vielzahl von Selbsthilfegruppen zu sehen, die sich mit emotionalen Problemen wie z. B. Depression, Angst oder Borderline-Persönlichkeitsstörung befassen.

## Veröffentlichungen
Neben den Texten zu den 12 Schritten und begleitender Literatur gibt EA zweimonatlich einen Rundbrief heraus, der auf der Website abgerufen werden kann. Die bis 2010 vierteljährlich erscheinende Publikation EA-Botschaft, mit Schilderungen der EA-Mitglieder zu ihren Erfahrungen und persönlichen Sichtweisen sowie Lebensgeschichten wurde vorübergehend eingestellt, eine Neuauflage ist geplant.